# Фетх Али шахов натпис (Чешме Али)
Натпис Фат Али шах (персијски: Катибе Фатхалиша Хаџар) налази се у Чешме Алију у Рају, Иран. Ово дело је један од неколико натписа насталих у ери Фат Али Шаха, који се налази на брду Чешме Али. Натпис Фах Али Шах налази се северно од Раја, близу парка Чешме Али и испод тврђаве  Реј. 